# Дневникът на един дръндьо (филм, 2021)
„Дневникът на един дръндьо“ (на английски: Diary of a Wimpy Kid) е престоящ американски компютърна анимация от 2021 година на режисьора Суитън Скот, по сценарий на Джеф Кини, и е базиран на едноименната книга от 2007 г., в който също е написана от Кини. Това е петата част на филмовата поредица „Дневникът на един дръндьо“, служи като рестарт на едноименния игрален филм от 2010 г. и отбелява първия анимационен филм в поредицата. Озвучаващия състав се състои от Брейди Нун, Итън Уилям Чайлдрес, Крис Диамантопоулос, Хънтър Дилън и Ерика Сера.
„Дневникът на един дръндьо“ е продуциран от Уолт Дисни Пикчърс заедно с Туентиът Сенчъри Анимейшън (в който оригинално продуцира филма и остана некредитиран) и е пуснат като оригинален филм на Disney+ на 3 декември 2021 г.